# Port lotniczy Rodelillo
Port lotniczy Rodelillo – port lotniczy zlokalizowany w chilijskim mieście Viña del Mar.